# 포스트맨 팻

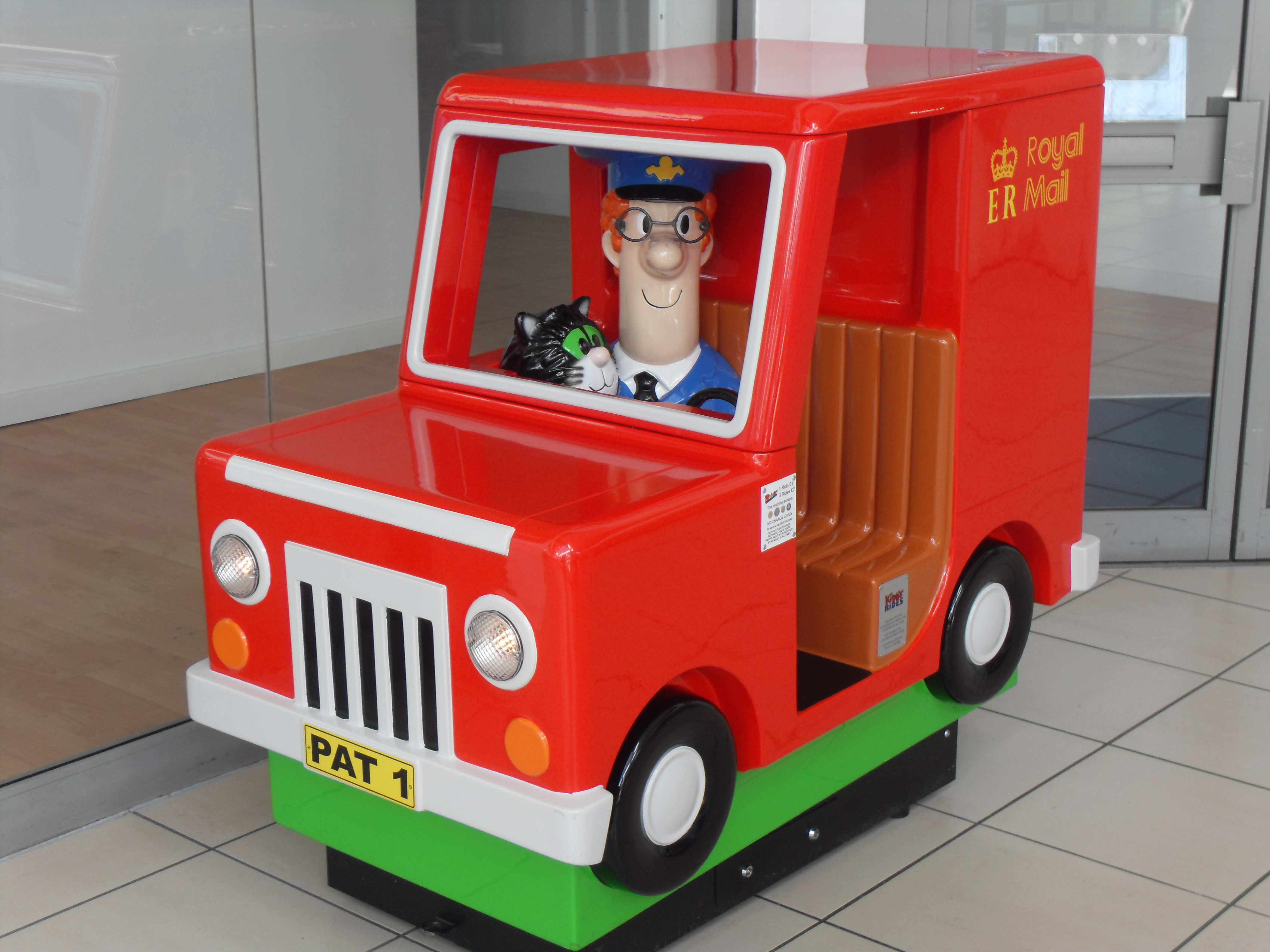

행복배달부 팻 아저씨(Postman Pat 포스트맨 팻[*])은 영국의 스톱 모션 TV 애니메이션이다. 한국에서는 EBS에서 방영되었다.